# Semana de Moda de Xangai
Semana de Moda de Xangai é um evento de moda realizado duas vezes por ano em Xangai, com duração de sete dias em cada edição. Faz parte do Festival Internacional de Cultura da Moda de Xangai, que geralmente dura um mês. O evento começou em 2001.